# 郭任
郭任（？—1402年），南京鎮江府丹徒縣（今江蘇省鎮江市）人，明朝政治人物。
建文年間，其擔任戶部侍郎，飲食起居都在公署。當時朝廷討論削藩，其進言道：“天下事先本後末則易成。今日儲財粟，備軍實，果何為者？乃北討周，南討湘。舍其本而末是圖，非策也。”并建議因用兵從速，不宜曠日持久。燕王朱棣聽聞后非常厭惡他。朱棣起兵后，郭任與盧迥一同負責部隊給養。后燕軍攻入南京，郭任不屈而亡。其子郭經亦被處死，少子戍邊廣西。